# Lijst van rijksmonumenten in de voormalige gemeente Littenseradeel
De voormalige gemeente Littenseradeel telde 135 inschrijvingen in het rijksmonumentenregister. Hieronder een overzicht. Voor een overzicht van beschikbare afbeeldingen zie de categorie Rijksmonumenten in Littenseradiel op Wikimedia Commons.

Littenseradeel

## Baard
De plaats Baard telt 4 inschrijvingen in het rijksmonumentenregister.
| Object | Oorspronkelijke functie? | Bouwjaar                                           | Architect                  | Locatie         | Coördinaten?                 | Nr.?   | Afbeelding |
| --- | ------------------------ | -------------------------------------------------- | -------------------------- | --------------- | ---------------------------- | ------ | --- |
| Hervormde kerk, hek om kerkhof                                                                                              | Erfscheiding             | late 19e eeuw                                      |                            | bij Dekemawei 6 | 53° 8' 32" NB, 5° 40' 7" OL  | 8467   | Hervormde kerk, hek om kerkhof                                                                                              |
| Hervormde kerk, kinderzerken en orgel                                                                                       | Kerk en kerkonderdeel    | 14e eeuw (kinderzerken) 1876 (gebouw) 1888 (orgel) | Bakker en Timmenga (orgel) | Dekemawei 6     | 53° 8' 32" NB, 5° 40' 6" OL  | 8468   | Meer afbeeldingen |
| Stelphoeve met ruim onderkelderd voorhuis met zesruitsvensters, toegankelijk langs bordes dat naar de omlijste ingang leidt | Boerderij                | ca. 1860                                           |                            | Faldenserwei 25 | 53° 8' 15" NB, 5° 41' 11" OL | 8469   | Stelphoeve met ruim onderkelderd voorhuis met zesruitsvensters, toegankelijk langs bordes dat naar de omlijste ingang leidt |
| Boerderij van het kop-hals-romptype in eclectische stijl met verwijzingen naar de stijl van de neo-renaissance              | Boerderij                | 1898                                               |                            | Gele Buorren 2  | 53° 8' 31" NB, 5° 40' 1" OL  | 516350 | Meer afbeeldingen |

## Baijum
De plaats Baijum telt 2 inschrijvingen in het rijksmonumentenregister.
| Object                           | Oorspronkelijke functie?  | Bouwjaar                 | Architect                                 | Locatie           | Coördinaten?                 | Nr.?   | Afbeelding        |
| -------------------------------- | ------------------------- | ------------------------ | ----------------------------------------- | ----------------- | ---------------------------- | ------ | ----------------- |
| Kerk van Baijum (Hervormde Kerk) | Kerk en kerkonderdeel     | 1865 (toren) 1876 (kerk) | B.J. Sitema (1865) S. van der Veen (1876) | Alde Dyk 2        | 53° 9' 52" NB, 5° 37' 58" OL | 21528  | Meer afbeeldingen |
| Windmotor Baijum                 | Industrie- en poldermolen | ca. 1935                 |                                           | bij Kleasterwei 7 | 53° 9' 36" NB, 5° 38' 8" OL  | 516366 | Meer afbeeldingen |

## Beers
De plaats Beers telt 3 inschrijvingen in het rijksmonumentenregister.
| Object                                      | Oorspronkelijke functie?  | Bouwjaar                                                                | Architect              | Locatie           | Coördinaten?                 | Nr.? | Afbeelding                         |
| ------------------------------------------- | ------------------------- | ----------------------------------------------------------------------- | ---------------------- | ----------------- | ---------------------------- | ---- | ---------------------------------- |
| Mariakerk. Hervormde kerk, toren en kerkhof | Kerk en kerkonderdeel     | 13e eeuw 14e eeuw (koor) 18e eeuw (toren en westgevel) 1981-'83 (rest.) | R. Kijlstra (1981-'83) | Tsjerkepaad 3     | 53° 9' 21" NB, 5° 43' 59" OL | 8470 | Meer afbeeldingen                  |
| Hervormde kerk, hekwerk om kerkhof          | Erfscheiding              | late 19e eeuw                                                           |                        | bij Tsjerkepaad 3 | 53° 9' 21" NB, 5° 43' 58" OL | 8471 | Hervormde kerk, hekwerk om kerkhof |
| Unia State, poortgebouw                     | Fort, vesting en -onderdl | 1616 1962-'63 (rest.)                                                   |                        | Stinzepaed 9      | 53° 9' 24" NB, 5° 43' 56" OL | 8472 | Meer afbeeldingen                  |

## Bozum
De plaats Bozum telt 10 inschrijvingen in het rijksmonumentenregister. Zie Lijst van rijksmonumenten in Bozum voor een overzicht.

## Britswerd
De plaats Britswerd telt 2 inschrijvingen in het rijksmonumentenregister.
| Object                    | Oorspronkelijke functie?  | Bouwjaar | Architect                             | Locatie                        | Coördinaten?                 | Nr.?   | Afbeelding        |
| ------------------------- | ------------------------- | --- | ------------------------------------- | ------------------------------ | ---------------------------- | ------ | ----------------- |
| Sint-Joriskerk en kerkhof | Kerk en kerkonderdeel     | midden 12e eeuw 17e eeuw (vensters noordgevel) 18e eeuw (vensters zuidgevel) 1753 (poortje) 1883 (toren) 1974-'75 (rest.) | G.M. van Manen en J. Zwart (1974-'75) | Terp 2                         | 53° 6' 44" NB, 5° 40' 37" OL | 8483   | Meer afbeeldingen |
| Windmotor Britswerd       | Industrie- en poldermolen | ca. 1925 |                                       | aan de Oosterwierumer Oudvaart | 53° 6' 11" NB, 5° 40' 44" OL | 516365 | Meer afbeeldingen |

## Edens
De plaats Edens telt 3 inschrijvingen in het rijksmonumentenregister.
| Object | Oorspronkelijke functie?  | Bouwjaar                            | Architect | Locatie                    | Coördinaten?                 | Nr.?   | Afbeelding |
| --- | ------------------------- | ----------------------------------- | --------- | -------------------------- | ---------------------------- | ------ | --- |
| Kop-hals-rompboerderij met onderkelderd woonhuis onder zadeldak met twee topschoorstenen met borden en met beeldbepalende schuur onder zeer groot dak                 | Boerderij                 |                                     |           | Van Burmaniawei 8          | 53° 7' 23" NB, 5° 36' 45" OL | 21530  | Kop-hals-rompboerderij met onderkelderd woonhuis onder zadeldak met twee topschoorstenen met borden en met beeldbepalende schuur onder zeer groot dak |
| Hervormde kerk en kerkhof | Kerk en kerkonderdeel     | 13e eeuw vernieuwd in 1874 en 1852  |           | Van Burmaniawei 3          | 53° 7' 20" NB, 5° 36' 48" OL | 21531  | Meer afbeeldingen |
| Twee woningen naast de kerk onder breed schilddak met schoorstenen op de hoeken van de kap                                                                            | Kerkelijke dienstwoning   |                                     |           | Van Burmaniawei            | 53° 7' 19" NB, 5° 36' 49" OL | 21532  | Upload foto |
| Kop-hals-rompboerderij met onderkelderd voorhuis, een trapje aan de topgevelzijde, zesruitsvensters en kleine lichtkozijnen in de top en twee schoorstenen met borden | Boerderij                 |                                     |           | Hegenserleane              | 53° 7' 25" NB, 5° 36' 22" OL | 21533  | Upload foto |
| De Edensermolen | Industrie- en poldermolen | verm. 1847 1996-'97 (rest./herbouw) |           | bij Hegenserleane 3        | 53° 5' 13" NB, 5° 41' 52" OL | 21571  | Meer afbeeldingen |
| Windmotor Edens | Industrie- en poldermolen | ca. 1925                            |           | bij de Bolswardertrekvaart | 53° 7' 11" NB, 5° 36' 25" OL | 516367 | Meer afbeeldingen |

## Hennaard
De plaats Hennaard telt 2 inschrijvingen in het rijksmonumentenregister.
| Object | Oorspronkelijke functie?  | Bouwjaar                                | Architect | Locatie           | Coördinaten?                 | Nr.?  | Afbeelding |
| --- | ------------------------- | --------------------------------------- | --------- | ----------------- | ---------------------------- | ----- | --- |
| Eenvoudig huis aan de voet van het kerkhof onder zadeldak tussen topgevels met beitelingen en topschoorstenen (voorm. kosterij en school) | Woonhuis                  | 18e eeuw                                |           | Sassingawei       | 53° 6' 56" NB, 5° 37' 47" OL | 21534 | Eenvoudig huis aan de voet van het kerkhof onder zadeldak tussen topgevels met beitelingen en topschoorstenen (voorm. kosterij en school) |
| Door bomen omringd kerkhof met gesloten klokhuis                                                                                          | Begraafplaats en -onderdl | vroege 19e eeuw (klokhuis) 1993 (rest.) |           | bij Sassingawei 1 | 53° 6' 56" NB, 5° 37' 46" OL | 21535 | Meer afbeeldingen |

## Hidaard
De plaats Hidaard telt 2 inschrijvingen in het rijksmonumentenregister.
| Object | Oorspronkelijke functie?  | Bouwjaar                          | Architect | Locatie    | Coördinaten?                 | Nr.?  | Afbeelding        |
| --- | ------------------------- | --------------------------------- | --------- | ---------- | ---------------------------- | ----- | ----------------- |
| Boerderij van het kop- hals-romptype met onderkelderd voorhuis onder zadeldak tussen rijzige topgevel met ankers en vlechtingen | Boerderij                 | 1820                              |           | Buorren 4  | 53° 4' 50" NB, 5° 36' 9" OL  | 21536 | Meer afbeeldingen |
| Rispenserpoldermolen | Industrie- en poldermolen | 1821 1994 (verplaatsing en rest.) |           | Trijehuzen | 53° 5' 21" NB, 5° 36' 26" OL | 21572 | Meer afbeeldingen |

## Hijlaard
De plaats Hijlaard telt 7 inschrijvingen in het rijksmonumentenregister.
| Object | Oorspronkelijke functie? | Bouwjaar                                                             | Architect | Locatie           | Coördinaten?                 | Nr.? | Afbeelding        |
| --- | ------------------------ | -------------------------------------------------------------------- | --------- | ----------------- | ---------------------------- | ---- | ----------------- |
| Johannes de Doperkerk (Hervormde kerk) met toren en kerkhof | Kerk en kerkonderdeel    | begin 13e eeuw (toren) 15e/16e eeuw (kerk) 18e eeuw (geveltop toren) |           | Skilpaed 1        | 53° 9' 57" NB, 5° 42' 44" OL | 8486 | Meer afbeeldingen |
| Boerderij met ingebouwd zeer breed dwarshuis met zesruitsvensters onder schilddak met dakkapel en schoorstenen                                                               | Boerderij                | ca. 1855                                                             |           | Van Aylvaleane 25 | 53° 9' 57" NB, 5° 42' 58" OL | 8487 | Meer afbeeldingen |
| Kop-hals-rompboerderij met zesruitsvensters, dakvensters en topschoorstenen met borden                                                                                       | Boerderij                | 1869                                                                 |           | Van Aylvaleane 2  | 53° 9' 51" NB, 5° 42' 42" OL | 8488 | Meer afbeeldingen |
| Bolswarder Tolhuis | Woonhuis                 | 1652                                                                 |           | Hoptille 10       | 53° 10' 8" NB, 5° 40' 54" OL | 8489 | Meer afbeeldingen |
| Woning zonder verdieping onder hoog, met pannen gedekt schilddak, dat doorloopt over het buurpand Skilpaed 7, met schoorsteen op nokeind                                     | Woonhuis                 | 18e eeuw                                                             |           | Skilpaed 5        | 53° 9' 56" NB, 5° 42' 46" OL | 8490 | Meer afbeeldingen |
| Woning zonder verdieping onder hoog, met pannen gedekt zadeldak, dat doorloopt over het pand Skilpaed 5, en aan de rechterzijde aansluit tegen een puntgevel met vlechtingen | Woonhuis                 | 18e eeuw                                                             |           | Skilpaed 7        | 53° 9' 56" NB, 5° 42' 46" OL | 8491 | Meer afbeeldingen |
| It Westerhûs | Boerderij                | 1850                                                                 |           | Hilaarderdyk 3    | 53° 9' 37" NB, 5° 43' 10" OL | 8495 | Meer afbeeldingen |

## Huins
De plaats Huins telt 3 inschrijvingen in het rijksmonumentenregister.
| Object                    | Oorspronkelijke functie?  | Bouwjaar                                                                | Architect | Locatie              | Coördinaten?                 | Nr.? | Afbeelding        |
| ------------------------- | ------------------------- | ----------------------------------------------------------------------- | --------- | -------------------- | ---------------------------- | ---- | ----------------- |
| Kerk van Huins en kerkhof | Kerk en kerkonderdeel     | 15e/16e eeuw (kern) 18e eeuw (noordgevel) ca. 1880 (toren, ommetseling) |           | Tsjerkebuorren 1     | 53° 9' 36" NB, 5° 40' 0" OL  | 8484 | Meer afbeeldingen |
| Kerkhofomheining          | Erfscheiding              | late 19e eeuw                                                           |           | bij Tsjerkebuorren 1 | 53° 9' 36" NB, 5° 40' 0" OL  | 8485 | Meer afbeeldingen |
| Huinsermolen              | Industrie- en poldermolen | 1829 1978-'80 (rest.)                                                   |           | Koaidyk 39           | 53° 9' 20" NB, 5° 39' 25" OL | 8530 | Meer afbeeldingen |

## Itens
De plaats Itens telt 3 inschrijvingen in het rijksmonumentenregister.
| Object                         | Oorspronkelijke functie?  | Bouwjaar              | Architect | Locatie                      | Coördinaten?                 | Nr.?   | Afbeelding        |
| ------------------------------ | ------------------------- | --------------------- | --------- | ---------------------------- | ---------------------------- | ------ | ----------------- |
| Martinikerk op omheind kerkhof | Kerk en kerkonderdeel     | 1804-'06 1842 (toren) |           | Tsjerkebuorren 1             | 53° 6' 4" NB, 5° 38' 32" OL  | 21538  | Meer afbeeldingen |
| Windmotor Pieter Gerritspolder | Industrie- en poldermolen | kort na 1930          |           | buiten het dorp aan de Iewei | 53° 6' 17" NB, 5° 38' 35" OL | 516362 | Meer afbeeldingen |
| Windmotor Polder Bruinsma      | Industrie- en poldermolen | 1930-1935             |           | It Sân bij 3                 | 53° 6' 22" NB, 5° 39' 0" OL  | 516369 | Meer afbeeldingen |

## Jellum
De plaats Jellum telt 4 inschrijvingen in het rijksmonumentenregister.
| Object | Oorspronkelijke functie? | Bouwjaar            | Architect      | Locatie        | Coördinaten?                 | Nr.?   | Afbeelding        |
| --- | ------------------------ | ------------------- | -------------- | -------------- | ---------------------------- | ------ | ----------------- |
| Kerkhof, stenen brug met toegangshek bij Theaterkerk Mammemahuis                                                   | Brug                     | eind 19e eeuw (hek) |                | bij Hegedyk 15 | 53° 9' 46" NB, 5° 44' 36" OL | 8492   | Meer afbeeldingen |
| Boerderij van het winkelhaaktype met onderkelderd voorhuis met zesruitsvensters en schoorstenen boven de topgevels | Boerderij                | 1800-1850           |                | Smidshoeke 4   | 53° 10' 6" NB, 5° 44' 19" OL | 8493   | Upload foto       |
| Veldzicht | Woonhuis                 | 1884                | W.A. de Rapper | Hegedyk 21     | 53° 9' 56" NB, 5° 44' 30" OL | 516339 | Upload foto       |
| Veldzicht, tuin | Tuin, park en plantsoen  | ca. 1898-1900       | L.P. Bosgra    | bij Hegedyk 21 | 53° 9' 56" NB, 5° 44' 29" OL | 516340 | Upload foto       |

## Jorwerd
De plaats Jorwerd telt 3 inschrijvingen in het rijksmonumentenregister.
| Object                                                 | Oorspronkelijke functie?  | Bouwjaar | Architect | Locatie               | Coördinaten?                 | Nr.?   | Afbeelding        |
| ------------------------------------------------------ | ------------------------- | --- | --------- | --------------------- | ---------------------------- | ------ | ----------------- |
| Hervormde kerk met toren en kerkhof (Sint-Radboudkerk) | Kerk en kerkonderdeel     | vroege 12e eeuw eind 12e eeuw (toren) vroege 13e eeuw (uitbr.) 17e eeuw (verb.) 1890 (rest.) kort na 1951 (herb. kerk en toren) |           | Sluytermanwei 4       | 53° 8' 45" NB, 5° 42' 40" OL | 8494   | Meer afbeeldingen |
| Hervormde kerk, pastorie                               | Dienstwoning              | 1871 1910 (verb.) 1927 (verb.)                                                                                                  | F. Swart  | Sluytermanwei 6       | 53° 8' 43" NB, 5° 42' 40" OL | 516341 | Meer afbeeldingen |
| Windmotor Jorwerd                                      | Industrie- en poldermolen | ca. 1925 2009 (rest.) |           | aan de Jorwerdervaart | 53° 8' 53" NB, 5° 43' 5" OL  | 516361 | Meer afbeeldingen |

## Kubaard
De plaats Kubaard telt 5 inschrijvingen in het rijksmonumentenregister.
| Object | Oorspronkelijke functie? | Bouwjaar                                                    | Architect      | Locatie           | Coördinaten?                 | Nr.?   | Afbeelding |
| --- | ------------------------ | ----------------------------------------------------------- | -------------- | ----------------- | ---------------------------- | ------ | --- |
| Grenspaal | Grensafbakening          | 1707                                                        |                | bij Slachte 6     | 53° 5' 13" NB, 5° 41' 52" OL | 21529  | Grenspaal |
| Stelphoeve met melkkelder rechts aan de voorgevel, kenbaar door drie vensters met luiken                                                                                         | Boerderij                | 1918 1928 (herstel na brand)                                | G. van der Zee | Berkwerterleane 4 | 53° 7' 41" NB, 5° 35' 32" OL | 21539  | Meer afbeeldingen |
| Boerderij met groot schuurdak en dwars voorhuis met omlijste ingang en geblokte kroonlijst onder schilddak met tweedelige dakkapel en twee hoekschoorstenen met versierde borden | Boerderij                | ca. 1850                                                    |                | Berkwerterleane 2 | 53° 7' 50" NB, 5° 35' 22" OL | 21540  | Boerderij met groot schuurdak en dwars voorhuis met omlijste ingang en geblokte kroonlijst onder schilddak met tweedelige dakkapel en twee hoekschoorstenen met versierde borden |
| Kerk van Kubaard | Kerk en kerkonderdeel    | oorspr. 15e eeuw waarsch. 1857 (bepleistering) 1885 (toren) |                | Tsjerkebuorren 3  | 53° 7' 11" NB, 5° 34' 17" OL | 21541  | Meer afbeeldingen |
| Stelpboerderij in ambachtelijk-traditionele bouwstijl met art-nouveau-invloeden                                                                                                  | Boerderij                | 1918                                                        |                | Slachte 2         | 53° 6' 32" NB, 5° 33' 19" OL | 516354 | Upload foto |

## Lions
De plaats Lions telt 3 inschrijvingen in het rijksmonumentenregister.
| Object                                            | Oorspronkelijke functie? | Bouwjaar                                                                               | Architect                                     | Locatie | Coördinaten?                 | Nr.?   | Afbeelding               |
| ------------------------------------------------- | ------------------------ | -------------------------------------------------------------------------------------- | --------------------------------------------- | ------- | ---------------------------- | ------ | ------------------------ |
| Catharinakerk (Hervormde kerk)                    | Kerk en kerkonderdeel    | mog. 14e eeuw middeleeuwen (kern toren) 1800-1850 (ommetseling toren) 1968-'70 (rest.) | A. Baart jr. en J.D. van der Molen (1968-'70) | Lions 1 | 53° 9' 8" NB, 5° 40' 47" OL  | 8496   | Meer afbeeldingen        |
| Hervormde kerk, pastorie                          | Woonhuis                 | 1878                                                                                   |                                               | Lions 2 | 53° 9' 7" NB, 5° 40' 47" OL  | 8497   | Hervormde kerk, pastorie |
| Stelpboerderij in ambachtelijk-traditionele stijl | Boerderij                | 1914                                                                                   | D. Meintema                                   | Leons   | 53° 9' 15" NB, 5° 40' 15" OL | 516351 | Upload foto              |

## Lutkewierum
De plaats Lutkewierum telt 3 inschrijvingen in het rijksmonumentenregister.
| Object | Oorspronkelijke functie?  | Bouwjaar                                                                            | Architect                          | Locatie   | Coördinaten?                 | Nr.?   | Afbeelding        |
| --- | ------------------------- | ----------------------------------------------------------------------------------- | ---------------------------------- | --------- | ---------------------------- | ------ | ----------------- |
| Gertrudiskerk (Herv.Kerk) en toren op kerkhof | Kerk en kerkonderdeel     | mog. 15e eeuw (toren) 1557 (kerk) 1722 (beklamping toren) 1928 (rest.) 1982 (rest.) | G. Veenstra (1928) F. Kroes (1982) | Buorren 3 | 53° 5' 19" NB, 5° 39' 46" OL | 21542  | Meer afbeeldingen |
| Kop-hals-rompboerderij tussen topgevels onder zadeldak met schoorstenen met versierde borden, met onderkelderd voorhuis, zesruitsvensters en kroonlijsten langs de zijgevels | Boerderij                 | midden 19e eeuw                                                                     |                                    | Molmawei  | 53° 5' 22" NB, 5° 40' 10" OL | 21543  | Meer afbeeldingen |
| Groote Wierumerpolder | Industrie- en poldermolen | 1921                                                                                |                                    | Nylânsdyk | 53° 4' 45" NB, 5° 39' 49" OL | 516360 | Meer afbeeldingen |

## Mantgum
De plaats Mantgum telt 21 inschrijvingen in het rijksmonumentenregister. Zie Lijst van rijksmonumenten in Mantgum voor een overzicht.

## Oosterend
De plaats Oosterend telt 10 inschrijvingen in het rijksmonumentenregister. Zie Lijst van rijksmonumenten in Oosterend (Littenseradeel) voor een overzicht.

## Oosterlittens
De plaats Oosterlittens telt 2 inschrijving in het rijksmonumentenregister.
| Object                                                                                      | Oorspronkelijke functie?  | Bouwjaar                                                                          | Architect        | Locatie                 | Coördinaten?                 | Nr.? | Afbeelding        |
| ------------------------------------------------------------------------------------------- | ------------------------- | --------------------------------------------------------------------------------- | ---------------- | ----------------------- | ---------------------------- | ---- | ----------------- |
| Margarethakerk. Hervormde kerk met aangebouwde sacristie en kerkhof met hekwerk en keermuur | Kerk en kerkonderdeel     | 12e eeuw (schip) 13e eeuw (koor) 15e eeuw (sacristie) 1655 (poortje) 1854 (toren) | F. Stoett (1854) | Huylckensteinstrjitte 4 | 53° 8' 9" NB, 5° 38' 59" OL  | 8506 | Meer afbeeldingen |
| Alde Swarte                                                                                 | Industrie- en poldermolen |                                                                                   |                  | Wieuwens 165            | 53° 7' 47" NB, 5° 39' 24" OL | 8531 | Meer afbeeldingen |

## Oosterwierum
De plaats Oosterwierum (Easterwierrum) telt 4 inschrijvingen in het rijksmonumentenregister.
| Object                                           | Oorspronkelijke functie? | Bouwjaar                                              | Architect | Locatie              | Coördinaten?                 | Nr.? | Afbeelding        |
| ------------------------------------------------ | ------------------------ | ----------------------------------------------------- | --------- | -------------------- | ---------------------------- | ---- | ----------------- |
| Groot Walcama                                    | Boerderij                | 1873                                                  |           | Tsjerkebuorren 1     | 53° 6' 53" NB, 5° 44' 10" OL | 8508 | Meer afbeeldingen |
| Kop-hals-rompboerderij met onderkelderd voorhuis | Boerderij                | 1819                                                  |           | Tsjerkebuorren       | 53° 7' 1" NB, 5° 43' 56" OL  | 8510 | Upload foto       |
| Kerktoren van Oosterwierum Kerkhof en toren      | Kerk en kerkonderdeel    | 13e/14e eeuw 1589 (herstel) 1776 (verb.) 1950 (rest.) |           | Tsjerkebuorren 7     | 53° 6' 58" NB, 5° 43' 52" OL | 8511 | Meer afbeeldingen |
| Kerkhof, muur met hekwerk                        | Erfscheiding             | late 19e eeuw                                         |           | bij Tsjerkebuorren 7 | 53° 6' 58" NB, 5° 43' 53" OL | 8512 | Meer afbeeldingen |

## Rien
De plaats Rien telt 8 inschrijvingen in het rijksmonumentenregister. Zie Lijst van rijksmonumenten in Rien voor een overzicht.

## Spannum
De plaats Spannum telt 4 inschrijvingen in het rijksmonumentenregister.
| Object | Oorspronkelijke functie? | Bouwjaar | Architect | Locatie              | Coördinaten?                 | Nr.?   | Afbeelding        |
| --- | ------------------------ | --- | --------- | -------------------- | ---------------------------- | ------ | ----------------- |
| Boerderij met dwarshuis met omlijste ingang en consoleparen aan de gootlijst onder schilddak met twee hoekschoorstenen waarop versierde borden | Boerderij                | ca. 1865 |           | Tsjerkebuorren 1     | 53° 8' 34" NB, 5° 36' 28" OL | 21558  | Meer afbeeldingen |
| Hervormde kerk en toren | Kerk en kerkonderdeel    | eind 15e eeuw (toren) ca. 1500 (kerk) 1726 (top toren) 1742 (herstel toren) 1850-1900 (beklamping koor en zuidgevel) |           | Tsjerkebuorren 8     | 53° 8' 37" NB, 5° 36' 27" OL | 21559  | Meer afbeeldingen |
| Kop-hals-rompboerderij met stenen schuurtje met zadeldak en windveren                                                                          | Boerderij                | ca. 1865 |           | Tsjerkebuorren 16    | 53° 8' 35" NB, 5° 36' 21" OL | 21560  | Meer afbeeldingen |
| Hervormde kerk, stookhok | Boerderij                | 1910 |           | bij Tsjerkebuorren 8 | 53° 8' 37" NB, 5° 36' 27" OL | 516353 | Upload foto       |

## Waaxens
De plaats Waaxens (Waaksens) telt 1 inschrijving in het rijksmonumentenregister.
| Object                    | Oorspronkelijke functie? | Bouwjaar | Architect | Locatie   | Coördinaten?                 | Nr.?  | Afbeelding        |
| ------------------------- | ------------------------ | -------- | --------- | --------- | ---------------------------- | ----- | ----------------- |
| Hervormde kerk op kerkhof | Kerk en kerkonderdeel    | 13e eeuw |           | Buorren 9 | 53° 6' 34" NB, 5° 32' 17" OL | 21562 | Meer afbeeldingen |

## Weidum
De plaats Weidum telt 9 inschrijvingen in het rijksmonumentenregister. Zie Lijst van rijksmonumenten in Weidum voor een overzicht.

## Welsrijp
De plaats Welsrijp telt 5 inschrijvingen in het rijksmonumentenregister.
| Object | Oorspronkelijke functie? | Bouwjaar                                                                          | Architect | Locatie            | Coördinaten?                 | Nr.?   | Afbeelding |
| --- | ------------------------ | --------------------------------------------------------------------------------- | --------- | ------------------ | ---------------------------- | ------ | --- |
| Grote kop-rompboerderij met alleen achteraan onderkelderd voorhuis, gepleisterde topgevel met gesloten top met kleine lichtopeningen en omlopende houten goot | Boerderij                | 1676                                                                              |           | Oasterein 4        | 53° 10' 6" NB, 5° 36' 35" OL | 21563  | Grote kop-rompboerderij met alleen achteraan onderkelderd voorhuis, gepleisterde topgevel met gesloten top met kleine lichtopeningen en omlopende houten goot |
| Ursulakerk (Hervormde kerk) op kerkhof | Kerk en kerkonderdeel    | oorspr. ca. 1200 verm. 18e eeuw (noordgevel) verm. 1892 (toren, ommetseling kerk) |           | Lytse Buorren 2    | 53° 10' 6" NB, 5° 36' 27" OL | 21564  | Meer afbeeldingen |
| Pand onder zadeldak tussen twee topgevels met waterlijsten, beitelingen langs de zijden en ieder twee kleine lichtopeningen met luiken                        | Woonhuis                 |                                                                                   |           | Lytse Buorren 20   | 53° 10' 3" NB, 5° 36' 24" OL | 21565  | Pand onder zadeldak tussen twee topgevels met waterlijsten, beitelingen langs de zijden en ieder twee kleine lichtopeningen met luiken                        |
| Kop-hals-rompboerderij met onderkelderd voorhuis met zesruitsvensters                                                                                         | Boerderij                | ca. 1875                                                                          |           | Westerein 5        | 53° 9' 54" NB, 5° 35' 43" OL | 21566  | Kop-hals-rompboerderij met onderkelderd voorhuis met zesruitsvensters                                                                                         |
| Betonnen voetgangersbrug over de Franekervaart | Brug                     | ca. 1925                                                                          |           | bij 't Heechhout 1 | 53° 10' 7" NB, 5° 36' 6" OL  | 516352 | Betonnen voetgangersbrug over de Franekervaart |

## Wieuwerd
De plaats Wieuwerd telt 3 inschrijvingen in het rijksmonumentenregister.
| Object                                                | Oorspronkelijke functie? | Bouwjaar                                                                           | Architect          | Locatie    | Coördinaten?                 | Nr.? | Afbeelding        |
| ----------------------------------------------------- | ------------------------ | ---------------------------------------------------------------------------------- | ------------------ | ---------- | ---------------------------- | ---- | ----------------- |
| Nicolaaskerk en kerkhof                               | Kerk en kerkonderdeel    | oorspr. ca. 1200 14e eeuw (vensters noordgevel) 1868-'70 (beklamping) 1888 (toren) | E. Kuikstra (1888) | Terp 1     | 53° 6' 36" NB, 5° 41' 22" OL | 8521 | Meer afbeeldingen |
| Hervormde kerk, hekwerk met toegangspoorten           | Erfscheiding             | late 19e eeuw                                                                      |                    | bij Terp 1 | 53° 6' 36" NB, 5° 41' 20" OL | 8522 | Meer afbeeldingen |
| Kop-hals-rompboerderij met niet-onderkelderd voorhuis | Boerderij                | 1803                                                                               |                    | Terp 8     | 53° 6' 34" NB, 5° 41' 26" OL | 8523 | Upload foto       |

## Winsum
De plaats Winsum telt 3 inschrijvingen in het rijksmonumentenregister.
| Object | Oorspronkelijke functie?  | Bouwjaar                                           | Architect | Locatie              | Coördinaten?                 | Nr.? | Afbeelding        |
| --- | ------------------------- | -------------------------------------------------- | --------- | -------------------- | ---------------------------- | ---- | ----------------- |
| Kop-hals-rompboerderij in gele Friese steen onder door pannen gedekt zadeldak met twee schoorstenen en met jongere aanbouw onder schilddak | Boerderij                 | 18e eeuw                                           |           | Boskdyk 4            | 53° 9' 18" NB, 5° 37' 54" OL | 8526 | Meer afbeeldingen |
| Hekwerk om kerkhof van Mariakerk | Erfscheiding              | late 19e eeuw                                      |           | bij Tsjerkebuorren 1 | 53° 9' 10" NB, 5° 37' 58" OL | 8527 | Meer afbeeldingen |
| Langwert | Industrie- en poldermolen | circa 1866 1978-'79 (plaatsing op huidige locatie) |           | Bruggeburen          | 53° 8' 47" NB, 5° 38' 20" OL | 8529 | Meer afbeeldingen |

## Wommels
De plaats Wommels telt 11 inschrijvingen in het rijksmonumentenregister. Zie Lijst van rijksmonumenten in Wommels voor een overzicht.